# Rue Vaucanson (Paris)
Pour les articles homonymes, voir Rue Vaucanson.
La rue Vaucanson est une rue du 3e arrondissement de Paris.

## Situation et accès
Longue de 195 mètres, elle commence au 44, rue Réaumur et se termine au 29, rue du Vertbois. Elle est située à la limite nord-ouest du quartier du Marais. 
Ce site est desservi par les lignes 3 et 11 à la station de métro Arts et Métiers.

## Origine du nom

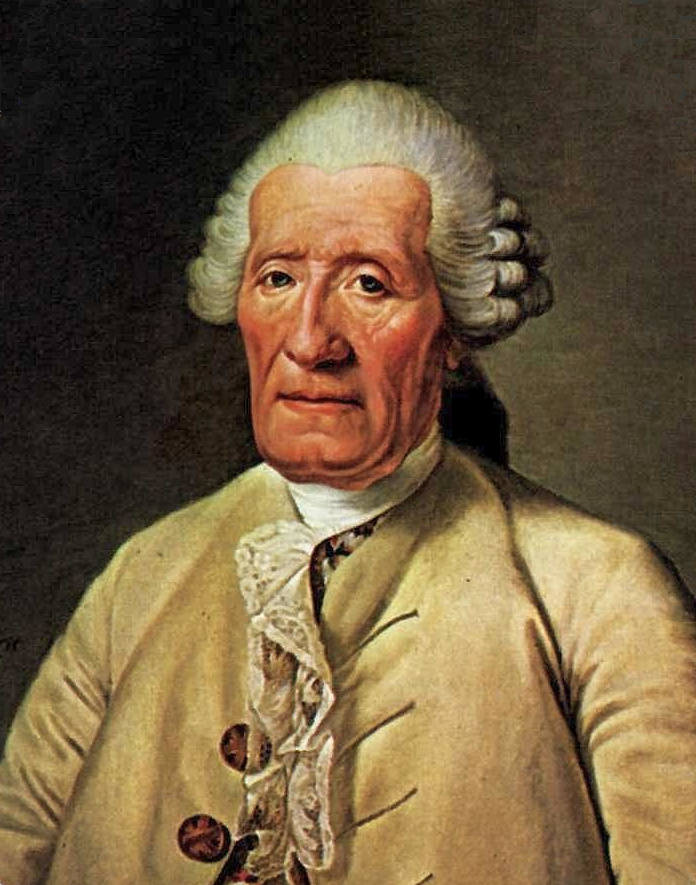
Jacques de Vaucanson.

Elle porte son nom en honneur de l'inventeur et mécanicien français Jacques de Vaucanson (1709-1782). 

## Historique
La rue se trouve sur le terrain de l'ancienne prieuré Saint-Martin-des-Champs. La partie de la rue comprise entre les rues Conté et du Vertbois fut ouverte en 1816 dans le cadre du développement du marché Saint-Martin, que la rue bordait par l'ouest, au même moment que les rues Ferdinand-Berthoud (aujourd'hui disparue), Borda, Conté, et Montgolfier.

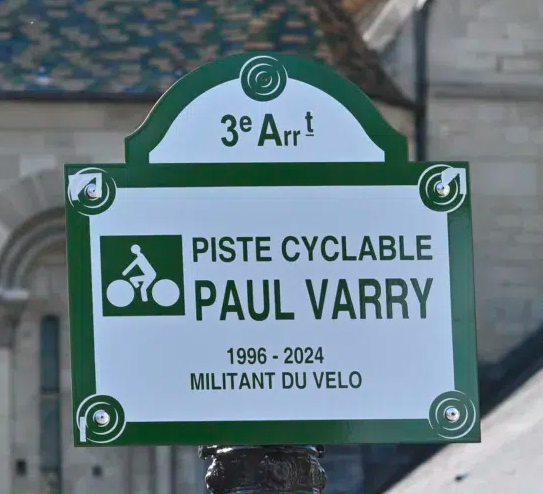
Panneau de la piste cyclable Paul-Varry près du Square du Général-Morin à Paris 3ᵉ arr.

En juillet 2025, la Ville de Paris nomme pour la première fois une piste cyclable : la piste bidirectionnelle aménagée en 2025 rue Réaumur, place de la Bourse et rue du Quatre-Septembre prend le nom de Paul Varry, militant de la place du vélo en ville assassiné par un automobiliste en 2024, qui avait participé à la conception de ce nouvel aménagement cyclable. La plaque est posée à l'angle de la rue Réaumur et de la rue Vaucanson.

## Bâtiments remarquables et lieux de mémoire
Sur les deux côtés de la rue se trouvent les bâtiments du Conservatoire national des arts et métiers.